# لیگ فوتبال ۹۵–۱۸۹۴
لیگ فوتبال ۹۵–۱۸۹۴ هفتمین دوره لیگ فوتبال انگلستان بود.

## دسته اول
جدول نهایی با تفکیک جدول دور رفت و برگشت و جدول کلی
| رده | تیم                | شمار بازی‌ها |  | برد | مساوی | باخت | گل زده | گل خورده |  | برد | مساوی | باخت | گل زده | گل خورده |  | گل زده | گل خورده | میانگین گل | تفاضل گل |  | امتیاز |
| --- | ------------------ | ----------- |  | --- | ----- | ---- | ------ | -------- |  | --- | ----- | ---- | ------ | -------- |  | ------ | -------- | ---------- | -------- |  | ------ |
| ۱   | ساندرلند           | ۳۰          |  | ۱۳  | ۲     | ۰    | ۵۱     | ۱۴       |  | ۸   | ۳     | ۴    | ۲۹     | ۲۳       |  | ۸۰     | ۳۷       | ۲٫۱۶۲      | +۴۳      |  | ۴۷     |
| ۲   | اورتون             | ۳۰          |  | ۱۲  | ۲     | ۱    | ۴۷     | ۱۸       |  | ۶   | ۴     | ۵    | ۳۵     | ۳۲       |  | ۸۲     | ۵۰       | ۱٫۶۴۰      | +۳۲      |  | ۴۲     |
| ۳   | استون ویلا         | ۳۰          |  | ۱۲  | ۲     | ۱    | ۵۱     | ۱۲       |  | ۵   | ۳     | ۷    | ۳۱     | ۳۱       |  | ۸۲     | ۴۳       | ۱٫۹۰۷      | +۳۹      |  | ۳۹     |
| ۴   | پرستون نورث اند    | ۳۰          |  | ۹   | ۳     | ۳    | ۳۲     | ۱۴       |  | ۶   | ۲     | ۷    | ۳۰     | ۳۲       |  | ۶۲     | ۴۶       | ۱٫۳۴۸      | +۱۶      |  | ۳۵     |
| ۵   | بلکبرن راورز       | ۳۰          |  | ۹   | ۵     | ۱    | ۴۰     | ۱۵       |  | ۲   | ۵     | ۸    | ۱۹     | ۳۴       |  | ۵۹     | ۴۹       | ۱٫۲۰۴      | +۱۰      |  | ۳۲     |
| ۶   | شفیلد یونایتد      | ۳۰          |  | ۱۰  | ۲     | ۳    | ۳۳     | ۱۷       |  | ۴   | ۲     | ۹    | ۲۴     | ۳۸       |  | ۵۷     | ۵۵       | ۱٫۰۳۶      | +۲       |  | ۳۲     |
| ۷   | ناتینگهام فارست    | ۳۰          |  | ۱۰  | ۱     | ۴    | ۳۳     | ۲۲       |  | ۳   | ۴     | ۸    | ۱۷     | ۳۴       |  | ۵۰     | ۵۶       | ۰٫۸۹۳      | –۶       |  | ۳۱     |
| ۸   | د ونزدی            | ۳۰          |  | ۱۰  | ۲     | ۳    | ۳۶     | ۱۹       |  | ۲   | ۲     | ۱۱   | ۱۴     | ۳۶       |  | ۵۰     | ۵۵       | ۰٫۹۰۹      | –۵       |  | ۲۸     |
| ۹   | برنلی              | ۳۰          |  | ۸   | ۲     | ۵    | ۲۸     | ۲۴       |  | ۳   | ۲     | ۱۰   | ۱۶     | ۳۲       |  | ۴۴     | ۵۶       | ۰٫۷۸۶      | –۱۲      |  | ۲۶     |
| ۱۰  | بولتون واندررز     | ۳۰          |  | ۸   | ۳     | ۴    | ۴۵     | ۲۳       |  | ۱   | ۴     | ۱۰   | ۱۶     | ۳۹       |  | ۶۱     | ۶۲       | ۰٫۹۸۴      | –۱       |  | ۲۵     |
| ۱۱  | ولورهمپتون واندررز | ۳۰          |  | ۷   | ۴     | ۴    | ۲۴     | ۲۵       |  | ۲   | ۳     | ۱۰   | ۱۹     | ۳۸       |  | ۴۳     | ۶۳       | ۰٫۶۸۳      | –۲۰      |  | ۲۵     |
| ۱۲  | اسمال هیث          | ۳۰          |  | ۶   | ۶     | ۳    | ۳۵     | ۲۸       |  | ۳   | ۱     | ۱۱   | ۱۵     | ۴۶       |  | ۵۰     | ۷۴       | ۰٫۶۷۶      | –۲۴      |  | ۲۵     |
| ۱۳  | وست برومویچ آلبیون | ۳۰          |  | ۹   | ۲     | ۴    | ۳۸     | ۲۱       |  | ۱   | ۲     | ۱۲   | ۱۳     | ۴۵       |  | ۵۱     | ۶۶       | ۰٫۷۷۳      | –۱۵      |  | ۲۴     |
| ۱۴  | استوک سیتی         | ۳۰          |  | ۷   | ۳     | ۵    | ۳۵     | ۲۵       |  | ۲   | ۳     | ۱۰   | ۱۵     | ۴۲       |  | ۵۰     | ۶۷       | ۰٫۷۴۶      | –۱۷      |  | ۲۴     |
| ۱۵  | دربی کانتی         | ۳۰          |  | ۴   | ۵     | ۶    | ۲۳     | ۲۳       |  | ۳   | ۴     | ۸    | ۲۲     | ۴۵       |  | ۴۵     | ۶۸       | ۰٫۶۶۲      | –۲۳      |  | ۲۳     |
| ۱۶  | لیورپول            | ۳۰          |  | ۶   | ۴     | ۵    | ۳۸     | ۲۸       |  | ۱   | ۴     | ۱۰   | ۱۳     | ۴۲       |  | ۵۱     | ۷۰       | ۰٫۷۲۹      | –۱۹      |  | ۲۲     |

| کلید |                       |
| ---- | --------------------- |
|      | قهرمان لیگ            |
|      | قهرمان جام حذفی       |
|      | راهیابی به بازی آزمون |

## نتایج
نتایج از وبگاه The Rec.Sport.Soccer Statistics Foundation  و از کتاب "روثمن تاریچه لیگ فوتبال انگلستان" برگرفته شده‌است.
| ميزبان / ميهمان۱   | است | بلک | بول | برن | درب | اور | لیو | نات | پرس | شفی | اسم | اسک | سان | ونز | وست | ولو |
| استون ویلا         |     | ۳–۰ | ۲–۱ | ۵–۰ | ۴–۰ | ۲–۲ | ۵–۰ | ۴–۱ | ۴–۱ | ۵–۰ | ۲–۱ | ۶–۰ | ۱–۲ | ۳–۱ | ۳–۱ | ۲–۲ |
| بلکبرن راورز       | ۱–۳ |     | ۲–۱ | ۱–۰ | ۰–۰ | ۴–۳ | ۱–۱ | ۰–۰ | ۱–۱ | ۳–۲ | ۹–۱ | ۶–۰ | ۱–۱ | ۳–۱ | ۳–۰ | ۵–۱ |
| بولتون واندررز     | ۴–۳ | ۱–۳ |     | ۱–۱ | ۶–۰ | ۱–۳ | ۱–۰ | ۴–۱ | ۱–۲ | ۶–۲ | ۱–۲ | ۲–۲ | ۴–۱ | ۲–۲ | ۵–۰ | ۶–۱ |
| برنلی              | ۳–۳ | ۲–۱ | ۱–۰ |     | ۲–۰ | ۲–۴ | ۳–۳ | ۰–۱ | ۲–۱ | ۲–۴ | ۳–۱ | ۱–۲ | ۰–۳ | ۳–۰ | ۲–۰ | ۲–۱ |
| دربی کانتی         | ۰–۲ | ۰–۰ | ۲–۲ | ۰–۲ |     | ۲–۲ | ۰–۱ | ۴–۲ | ۲–۱ | ۴–۱ | ۴–۱ | ۱–۱ | ۱–۲ | ۱–۲ | ۱–۱ | ۱–۳ |
| اورتون             | ۴–۲ | ۲–۱ | ۳–۱ | ۳–۲ | ۲–۳ |     | ۳–۰ | ۶–۱ | ۴–۲ | ۱–۱ | ۵–۰ | ۳–۰ | ۲–۲ | ۳–۱ | ۴–۱ | ۲–۱ |
| لیورپول            | ۱–۲ | ۲–۲ | ۱–۲ | ۰–۳ | ۵–۱ | ۲–۲ |     | ۵–۰ | ۲–۵ | ۲–۲ | ۳–۱ | ۲–۰ | ۲–۳ | ۴–۲ | ۴–۰ | ۳–۳ |
| ناتینگهام فارست    | ۲–۱ | ۲–۳ | ۳–۳ | ۲–۱ | ۲–۱ | ۲–۳ | ۳–۰ |     | ۰–۲ | ۳–۰ | ۲–۰ | ۳–۱ | ۲–۱ | ۲–۱ | ۵–۳ | ۰–۲ |
| پرستون نورث اند    | ۰–۱ | ۱–۱ | ۲–۲ | ۴–۰ | ۳–۲ | ۱–۲ | ۲–۲ | ۳–۱ |     | ۲–۱ | ۰–۱ | ۳–۰ | ۱–۰ | ۳–۱ | ۵–۰ | ۲–۰ |
| شفیلد یونایتد      | ۲–۱ | ۳–۰ | ۵–۰ | ۲–۲ | ۱–۴ | ۴–۲ | ۲–۲ | ۳–۲ | ۰–۱ |     | ۰–۲ | ۳–۰ | ۴–۰ | ۱–۰ | ۲–۱ | ۱–۰ |
| اسمال هیث          | ۲–۲ | ۱–۱ | ۲–۰ | ۱–۰ | ۳–۵ | ۴–۴ | ۳–۰ | ۱–۲ | ۴–۴ | ۴–۲ |     | ۴–۲ | ۱–۱ | ۰–۰ | ۱–۲ | ۴–۳ |
| استوک سیتی         | ۴–۱ | ۵–۱ | ۵–۰ | ۵–۱ | ۴–۱ | ۱–۳ | ۳–۱ | ۰–۳ | ۲–۱ | ۱–۳ | ۲–۲ |     | ۲–۵ | ۰–۲ | ۱–۱ | ۰–۰ |
| ساندرلند           | ۴–۴ | ۳–۲ | ۴–۰ | ۳–۰ | ۸–۰ | ۲–۱ | ۳–۲ | ۲–۲ | ۲–۰ | ۲–۰ | ۷–۱ | ۳–۱ |     | ۳–۱ | ۳–۰ | ۲–۰ |
| د ونزدی            | ۱–۰ | ۴–۱ | ۲–۱ | ۴–۳ | ۱–۱ | ۳–۰ | ۵–۰ | ۰–۰ | ۳–۱ | ۲–۳ | ۲–۰ | ۲–۴ | ۱–۲ |     | ۳–۲ | ۳–۱ |
| وست برومویچ آلبیون | ۳–۲ | ۲–۰ | ۱–۱ | ۰–۱ | ۲–۲ | ۱–۴ | ۵–۰ | ۱–۰ | ۴–۵ | ۱–۰ | ۴–۱ | ۳–۲ | ۰–۲ | ۶–۰ |     | ۵–۱ |
| ولورهمپتون واندررز | ۰–۴ | ۳–۳ | ۴–۲ | ۱–۰ | ۲–۲ | ۱–۰ | ۳–۱ | ۱–۱ | ۱–۳ | ۰–۳ | ۲–۱ | ۰–۰ | ۱–۴ | ۲–۰ | ۳–۱ |     |

منبع: 
۱تیمهای میزبان در جدول عمودی و میهمان در جدول افقی.
رنگ ها: آبی = برد در خانه خود; زرد = مساوی; قرمز = باخت در خانه خود.

## بازی‌های آزمون ۱۸۹۵
بازی‌های آزمون نوعی بازی پلی‌آف بودند که در این بازی‌ها تیم‌های آخر لیگ دسته اول با تیم‌های برتر و نخست لیگ دسته دوم روبرو می شدند. اگر تیم دسته اولی در این بازی پیروز می شد، در لیگ دسته اول باقی می‌ماند. اگر تیم دسته دومی پیروز می شد، برای حضور در دسته اول در نظر گرفته می شد. تیم‌های بازنده نیز به دسته دوم می رفتند.
| بری (قهرمان لیگ دسته دوم) | ۱–۰ | لیورپول (تیم شانزدهم لیگ دسته اول) |
| ------------------------- | --- | ---------------------------------- |
|                           |     |                                    |

| دربی کانتی (تیم پانزدهم لیگ دسته اول) | ۲–۱ | نوتس کانتی (تیم دوم لیگ دسته دوم) |
| ------------------------------------- | --- | --------------------------------- |
|                                       |     |                                   |

| استوک سیتی (تیم چهاردهم لیگ دسته اول) | ۳–۰ | نیوتون هیث (تیم سوم لیگ دسته دوم) |
| ------------------------------------- | --- | --------------------------------- |
|                                       |     |                                   |

بری به لیگ دسته اول راه یافت و دربی کانتی و استوک سیتی در دسته اول باقی ماندند.
لیورپول به لیگ دسته دوم سقوط کرد و نوتس کانتی و نیوتون هیث در دسته دوم باقی ماندند.

## دسته دوم
| رده | تیم                | بازی |  | برد | مساوی | باخت | گل زده | گل خورده |  | برد | مساوی | باخت | گل زده | گل خورده |  | گل زده | گل خورده | میانگین گل | تفاضل گل |  | امتیاز |
| --- | ------------------ | ---- |  | --- | ----- | ---- | ------ | -------- |  | --- | ----- | ---- | ------ | -------- |  | ------ | -------- | ---------- | -------- |  | ------ |
| ۱   | بری                | ۳۰   |  | ۱۵  | ۰     | ۰    | ۴۸     | ۱۱       |  | ۸   | ۲     | ۵    | ۳۰     | ۲۲       |  | ۷۸     | ۳۳       | ۲٫۳۶۴      | +۴۵      |  | ۴۸     |
| ۲   | نوتس کانتی         | ۳۰   |  | ۱۲  | ۲     | ۱    | ۵۰     | ۱۵       |  | ۵   | ۳     | ۷    | ۲۵     | ۳۰       |  | ۷۵     | ۴۵       | ۱٫۶۶۷      | +۳۰      |  | ۳۹     |
| ۳   | نیوتون هیث         | ۳۰   |  | ۹   | ۶     | ۰    | ۵۲     | ۱۸       |  | ۶   | ۲     | ۷    | ۲۶     | ۲۶       |  | ۷۸     | ۴۴       | ۱٫۷۷۳      | +۳۴      |  | ۳۸     |
| ۴   | لستر فوس           | ۳۰   |  | ۱۱  | ۲     | ۲    | ۴۵     | ۲۰       |  | ۴   | ۶     | ۵    | ۲۷     | ۳۳       |  | ۷۲     | ۵۳       | ۱٫۳۵۸      | +۱۹      |  | ۳۸     |
| ۵   | گریمسبی تاون       | ۳۰   |  | ۱۴  | ۰     | ۱    | ۵۱     | ۱۶       |  | ۴   | ۱     | ۱۰   | ۲۸     | ۳۶       |  | ۷۹     | ۵۲       | ۱٫۵۱۹      | +۲۷      |  | ۳۷     |
| ۶   | دارون              | ۳۰   |  | ۱۳  | ۱     | ۱    | ۵۳     | ۱۰       |  | ۳   | ۳     | ۹    | ۲۱     | ۳۳       |  | ۷۴     | ۴۳       | ۱٫۷۲۱      | +۳۱      |  | ۳۶     |
| ۷   | بورتون واندررز     | ۳۰   |  | ۱۰  | ۳     | ۲    | ۴۹     | ۹        |  | ۴   | ۴     | ۷    | ۱۸     | ۳۰       |  | ۶۷     | ۳۹       | ۱٫۷۱۸      | +۲۸      |  | ۳۵     |
| ۸   | وولویچ آرسنال      | ۳۰   |  | ۱۱  | ۳     | ۱    | ۵۴     | ۲۰       |  | ۳   | ۳     | ۹    | ۲۱     | ۳۸       |  | ۷۵     | ۵۸       | ۱٫۲۹۳      | +۱۷      |  | ۳۴     |
| ۹   | منچستر سیتی        | ۳۰   |  | ۹   | ۳     | ۳    | ۵۶     | ۲۸       |  | ۵   | ۰     | ۱۰   | ۲۶     | ۴۴       |  | ۸۲     | ۷۲       | ۱٫۱۳۹      | +۳۰      |  | ۳۱     |
| ۱۰  | نیوکاسل یونایتد    | ۳۰   |  | ۱۱  | ۱     | ۳    | ۵۱     | ۲۸       |  | ۱   | ۲     | ۱۲   | ۲۱     | ۵۶       |  | ۷۲     | ۸۴       | ۰٫۸۵۷      | –۱۲      |  | ۲۷     |
| ۱۱  | بورتون سویفتس      | ۳۰   |  | ۹   | ۲     | ۴    | ۳۴     | ۲۰       |  | ۲   | ۱     | ۱۲   | ۱۸     | ۵۴       |  | ۵۲     | ۷۴       | ۰٫۷۰۳      | –۲۲      |  | ۲۵     |
| ۱۲  | روترهام تاون       | ۳۰   |  | ۱۰  | ۰     | ۵    | ۳۷     | ۲۲       |  | ۱   | ۲     | ۱۲   | ۱۸     | ۴۰       |  | ۵۵     | ۶۲       | ۰٫۸۸۷      | –۷       |  | ۲۴     |
| ۱۳  | لینکولن سیتی       | ۳۰   |  | ۸   | ۰     | ۷    | ۳۲     | ۲۷       |  | ۲   | ۰     | ۱۳   | ۲۰     | ۶۵       |  | ۵۲     | ۹۲       | ۰٫۵۶۵      | –۴۰      |  | ۲۰     |
| ۱۴  | والسال تاون سویفتس | ۳۰   |  | ۸   | ۰     | ۷    | ۳۵     | ۲۵       |  | ۲   | ۰     | ۱۳   | ۱۲     | ۶۷       |  | ۴۷     | ۹۲       | ۰٫۵۱۱      | –۴۵      |  | ۲۰     |
| ۱۵  | بورسلم پورت ویل    | ۳۰   |  | ۶   | ۳     | ۶    | ۳۰     | ۲۳       |  | ۱   | ۱     | ۱۳   | ۹      | ۵۴       |  | ۳۹     | ۷۷       | ۰٫۵۰۶      | –۴۸      |  | ۱۸     |
| ۱۶  | کرو آلکساندرا      | ۳۰   |  | ۳   | ۴     | ۸    | ۲۰     | ۳۴       |  | ۰   | ۰     | ۱۵   | ۶      | ۶۹       |  | ۲۶     | ۱۰۳      | ۰٫۲۵۲      | –۷۷      |  | ۱۰     |

| کلید |                                       |
| ---- | ------------------------------------- |
|      | قهرمان، راهیابی به بازی آزمون         |
|      | راهیابی به بازی آزمون                 |
|      | باشگاه‌های جدید (همچنین ببینید بری)    |
|      | دوباره برگزیده شده                    |
|      | دوباره برگزیده نشده یا کناره‌گیری کرده |

### نتایج دسته دوم
| ميزبان / ميهمان۱   | بور  | بور | بور | بری | کرو | دار | گری | لست | لین  | من‌س | نیو | نیو | نوت | روت | وال | وول |
| بورسلم پورت ویل    |      | ۲–۰ | ۱–۰ | ۱–۲ | ۴–۰ | ۰–۳ | ۵–۰ | ۱–۱ | ۷–۱  | ۱–۲ | ۴–۴ | ۲–۵ | ۰–۳ | ۱–۱ | ۱–۰ | ۰–۱ |
| بورتون سویفتس      | ۱–۰  |     | ۲–۲ | ۰–۱ | ۴–۰ | ۳–۰ | ۲–۱ | ۰–۵ | ۶–۱  | ۲–۱ | ۵–۳ | ۱–۲ | ۲–۲ | ۲–۰ | ۱–۲ | ۳–۰ |
| بورتون واندررز     | ۴–۰  | ۱–۲ |     | ۱–۲ | ۴–۰ | ۲–۲ | ۰–۰ | ۱–۱ | ۴–۱  | ۸–۰ | ۹–۰ | ۱–۰ | ۱–۰ | ۴–۰ | ۷–۰ | ۲–۱ |
| بری                | ۴–۰  | ۲–۰ | ۴–۰ |     | ۴–۱ | ۱–۰ | ۵–۱ | ۴–۱ | ۴–۱  | ۴–۲ | ۴–۱ | ۲–۱ | ۲–۱ | ۲–۱ | ۴–۱ | ۲–۰ |
| کرو آلکساندرا      | ۲–۲  | ۱–۳ | ۱–۲ | ۱–۵ |     | ۲–۲ | ۲–۱ | ۲–۲ | ۱–۴  | ۲–۳ | ۲–۱ | ۰–۲ | ۰–۳ | ۲–۱ | ۲–۳ | ۰–۰ |
| دارون              | ۲–۰  | ۵–۰ | ۲–۰ | ۰–۱ | ۵–۰ |     | ۴–۱ | ۸–۲ | ۶–۰  | ۴–۰ | ۵–۰ | ۱–۱ | ۲–۱ | ۴–۳ | ۲–۰ | ۳–۱ |
| گریمسبی تاون       | ۴–۱  | ۷–۱ | ۷–۲ | ۳–۲ | ۵–۰ | ۲–۱ |     | ۴–۳ | ۳–۰  | ۲–۱ | ۳–۰ | ۲–۱ | ۰–۱ | ۴–۱ | ۱–۰ | ۴–۲ |
| لستر فوس           | ۲–۱  | ۲–۲ | ۱–۲ | ۱–۰ | ۴–۰ | ۲–۱ | ۱–۰ |     | ۲–۱  | ۳–۱ | ۴–۴ | ۲–۳ | ۵–۱ | ۴–۲ | ۹–۱ | ۳–۱ |
| لینکولن سیتی       | ۶–۱  | ۳–۲ | ۰–۲ | ۱–۳ | ۵–۲ | ۰–۲ | ۱–۵ | ۱–۲ |      | ۰–۲ | ۳–۱ | ۳–۰ | ۱–۳ | ۲–۰ | ۱–۰ | ۵–۲ |
| منچستر سیتی        | ۴–۱  | ۴–۱ | ۱–۱ | ۳–۳ | ۴–۱ | ۲–۴ | ۲–۵ | ۱–۱ | ۱۱–۳ |     | ۴–۰ | ۲–۵ | ۷–۱ | ۱–۰ | ۶–۱ | ۴–۱ |
| نیوکاسل یونایتد    | ۱–۲  | ۶–۳ | ۳–۱ | ۱–۰ | ۶–۰ | ۳–۲ | ۱–۴ | ۲–۰ | ۴–۲  | ۵–۴ |     | ۳–۰ | ۲–۲ | ۵–۲ | ۷–۲ | ۲–۴ |
| نیوتون هیث         | ۳–۰  | ۵–۱ | ۱–۱ | ۲–۲ | ۶–۱ | ۱–۱ | ۲–۰ | ۲–۲ | ۳–۰  | ۴–۱ | ۵–۱ |     | ۳–۳ | ۳–۲ | ۹–۰ | ۳–۳ |
| نوتس کانتی         | ۱۰–۰ | ۵–۱ | ۲–۰ | ۲–۱ | ۵–۱ | ۲–۱ | ۳–۲ | ۳–۰ | ۳–۰  | ۱–۳ | ۲–۱ | ۱–۱ |     | ۴–۲ | ۵–۰ | ۲–۲ |
| روترهام تاون       | ۲–۱  | ۴–۱ | ۱–۳ | ۲–۳ | ۲–۰ | ۴–۱ | ۳–۲ | ۰–۱ | ۵–۲  | ۳–۲ | ۱–۰ | ۲–۱ | ۱–۲ |     | ۶–۱ | ۱–۲ |
| والسال تاون سویفتس | ۲–۰  | ۴–۱ | ۳–۱ | ۰–۳ | ۴–۰ | ۵–۱ | ۴–۳ | ۱–۳ | ۱–۲  | ۱–۲ | ۲–۳ | ۱–۲ | ۲–۱ | ۱–۲ |     | ۴–۱ |
| وولویچ آرسنال      | ۷–۰  | ۳–۰ | ۱–۱ | ۴–۲ | ۷–۰ | ۴–۰ | ۱–۳ | ۳–۳ | ۵–۲  | ۴–۲ | ۳–۲ | ۳–۲ | ۲–۱ | ۱–۱ | ۶–۱ |     |

منبع: Ian Laschke: Rothmans Book of Football League Records 1888–89 to 1978–79. Macdonald and Jane’s, London & Sydney, 1980.
۱تیمهای میزبان در جدول عمودی و میهمان در جدول افقی.
رنگ ها: آبی = برد در خانه خود; زرد = مساوی; قرمز = باخت در خانه خود.